# Régis Bordet
 (juillet 2025).
Motif : page déjà supprimée il y a deux ans, voir Discussion:Régis Bordet/Admissibilité.
- Archive Wikiwix
- Bing
- Cairn
- DuckDuckGo
- E. Universalis
- Gallica
- Google
- G. Books
- G. News
- G. Scholar
- Persée
- Qwant
- (zh) Baidu
- (ru) Yandex
- (wd) trouver des œuvres sur Wikidata

| 1. | Préciser le motif de la pose du bandeau. | Précisez le motif de la pose du bandeau en utilisant la syntaxe suivante : {{admissibilité à vérifier\|date=juillet 2025\|motif=remplacez ce texte par le motif}}                 |
| 2. | Informer les utilisateurs concernés.     | Pensez à avertir le créateur de l'article, par exemple, en insérant le code ci-dessous sur sa page de discussion : {{subst:avertissement admissibilité à vérifier\|Régis Bordet}} |

Régis Bordet, né en 1964 à Boulogne-sur-Mer, est un médecin spécialiste en neurologie et en pharmacologie, professeur des universités - praticien hospitalier au sein de l'Université de Lille et du CHU de Lille, auteur, metteur en scène de théâtre, et comédien français. Il est président de l'Université de Lille depuis décembre 2021.

## Formation et carrière

### Formation
Régis Bordet suit sa formation médicale à la faculté de médecine de Lille. Il obtient le diplôme d'État de docteur en médecine en 1993 et le diplôme d'études spécialisées (DES) en neurologie, après avoir soutenu sa thèse d'exercice à l'Université de Lille-II. Il obtient un diplôme d'études approfondies (DEA) de pharmacologie expérimentale et clinique de l'Université Paris-Saclay en 1995 et un doctorat en pharmacologie en 1999 avant de soutenir son habilitation à diriger des recherches (HDR) l'année suivante,. 

### Carrière
En 1998, il est nommé maître de conférences des universités - praticien hospitalier à l'Université de Lille-II, puis devient professeur des universités - praticien hospitalier en pharmacologie médicale en 2001,,.
Depuis 2010, il est chef du service de pharmacologie médicale de Lille et responsable des centres régionaux de pharmacovigilance et d'addictovigilance. Entre 2015 et 2019, il dirige l'unité INSERM U1171 à Lille. 
En 2012, il est nommé vice-président de la recherche à l'Université de Lille, avant de prendre la direction générale de la Fondation I-Site de 2018 à 2022. 

### Président de l'Université de Lille
En décembre 2021, il succède à Jean-Christophe Camart à la présidence de l'Université de Lille pour un mandat de quatre ans. 
En avril 2024, face au risque de trouble à l'ordre public, il est contraint d'annuler une conférence de Jean-Luc Mélenchon prévue à l'université, ce qui suscite des débats. 

## Auteur de théâtre
Membre de la Fédération Nationale des Compagnies de Théâtre Amateur (FNCTA), Régis Bordet a écrit et publié plusieurs pièces de théâtre.

### Pièces
- Tarpéia, L'Harmattan, 2013  (ISBN 9782343010342)
- Hippocampe, L'Harmattan, 2013  (ISBN 9782343010335)
- Eudaimonia, L'Harmattan, 2015  (ISBN 9782343063911)
- J'irai souffrir pour toi au Golgotha suivi de Mea culpa, L'Harmattan, 2019  (ISBN 9782343183749)
- Aiguille de Talion, L'Harmattan, 2019  (ISBN 9782343178547)
- [Préface] Cramoisir d'Amandine Dhée, L'Onde Théâtrale, 2022  (ISBN 09782957799022[à vérifier : ISBN invalide])